# Jegielnica
Jegielnica is een plaats in het Poolse district  Nyski, woiwodschap Opole. De plaats maakt deel uit van de gemeente Korfantów en telt 185 inwoners.